# Strada statale 325 di Val di Setta e Val di Bisenzio

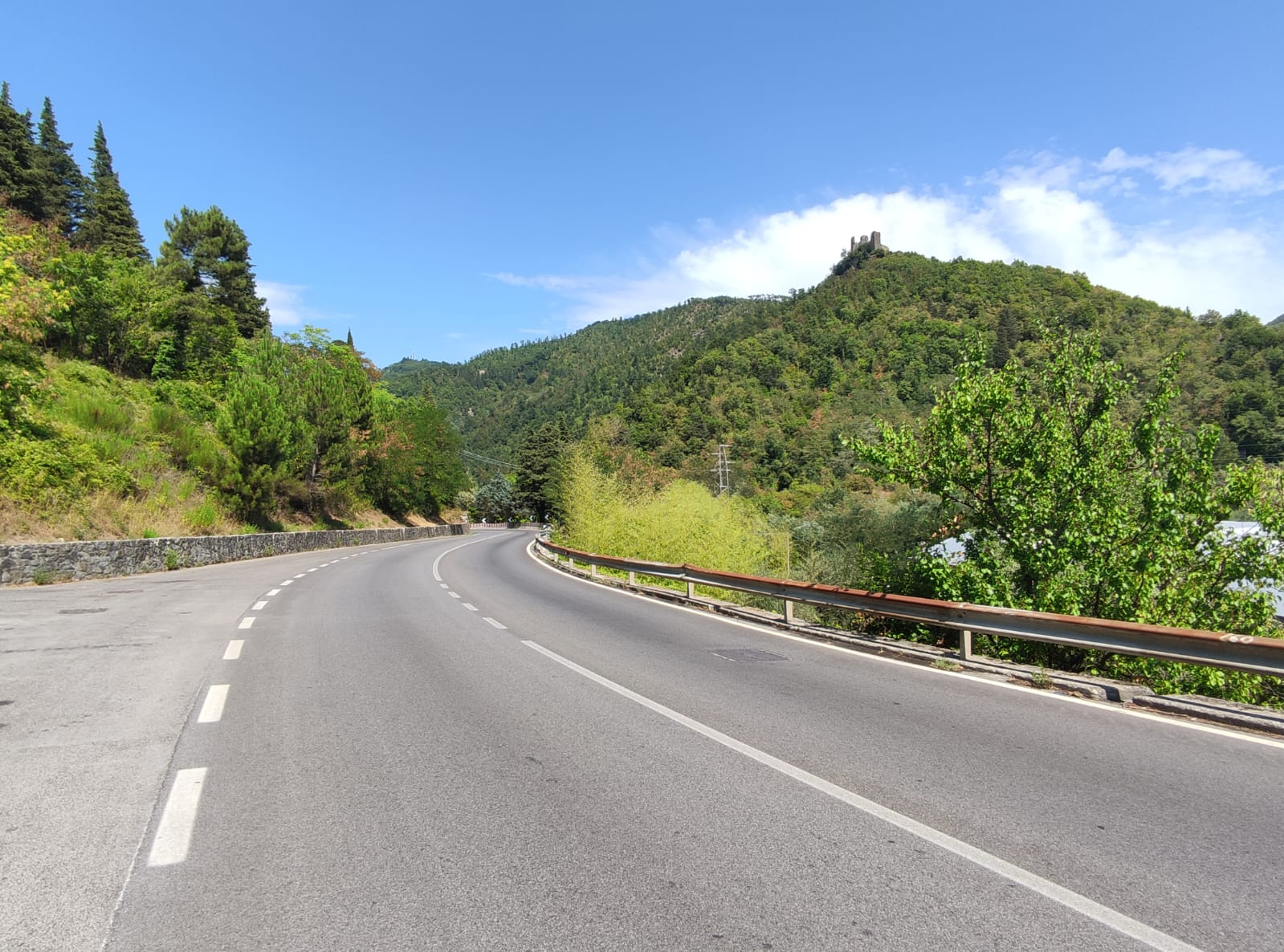
La SRT 325 in direzione nord nei pressi della Rocca di Cerbaia, dopo l'abitato di Carmignanello (Cantagallo)

La ex strada statale 325 di Val di Setta e Val di Bisenzio (SS 325), ora strada provinciale 325 R di Val di Setta e Val di Bisenzio (SP 325 R) in Emilia-Romagna e strada regionale 325 di Val di Setta e Val di Bisenzio (SRT 325) in Toscana, è una strada regionale e provinciale italiana, il cui percorso si snoda tra l'Emilia-Romagna e la Toscana.

## Percorso
Ha origine dalla strada statale 64 Porrettana a Sasso Marconi in provincia di Bologna per terminare sulla strada statale 67 Tosco Romagnola in località Ponte a Signa in Provincia di Firenze, attraversando la città di Prato.
È una delle arterie più importanti delle province di Bologna e Prato. I centri principali attraversati nella valle del Setta sono Vado di Monzuno, Rioveggio, Lagaro, Castiglione dei Pepoli. 
Poco dopo l'abitato di Rasora (Castiglione dei Pepoli) la strada passa il confine tra Emilia Romagna e Toscana e dopo aver attraversato la frazione della Storaia (Vernio) arriva a Montepiano (700 m.s.l.m). Da qui, attraverso le montagne dell'Appennino pratese, raggiunge la Val di Bisenzio, toccando varie frazioni del comune di Vernio (Sasseta, San Quirico, Mercatale, Terrigoli, Le Confina), del comune di Cantagallo (Dogana il Pucci, Carmignanello, Usella, Il Fabbro) e del comune di Vaiano (il centro abitato di Vaiano, La Tignamica, La Briglia, La Foresta).
La strada entra nell'abitato di Prato dalla galleria della Madonna della Tosse alle pendici della collina di Spazzavento, per poi immettersi su Via Bologna, e attraversa la città come Viale Galileo Galilei, Viale Montegrappa e viale Marconi. Appena superato l'abitato di Mezzana la strada entra in Provincia di Firenze attraversando Campi Bisenzio, per proseguire fino a Ponte a Signa, dove termina sulla statale 67 dopo aver scavalcato il fiume Arno.
Nei primi mesi del 2010 è stata interrotta tra gli abitati di Sasseta e Montepiano (nel comune di Vernio) a causa di una frana di grosse dimensioni.
In seguito al decreto legislativo n. 112 del 1998, dal 2001 la gestione del tratto emiliano è passata dall'ANAS alla Regione Emilia-Romagna che ha provveduto al trasferimento dell'infrastruttura al demanio della Provincia di Bologna; la gestione del tratto toscano è passata alla Regione Toscana che ha poi devoluto le competenze alla Provincia di Prato e alla Provincia di Firenze per le tratte territorialmente competenti.

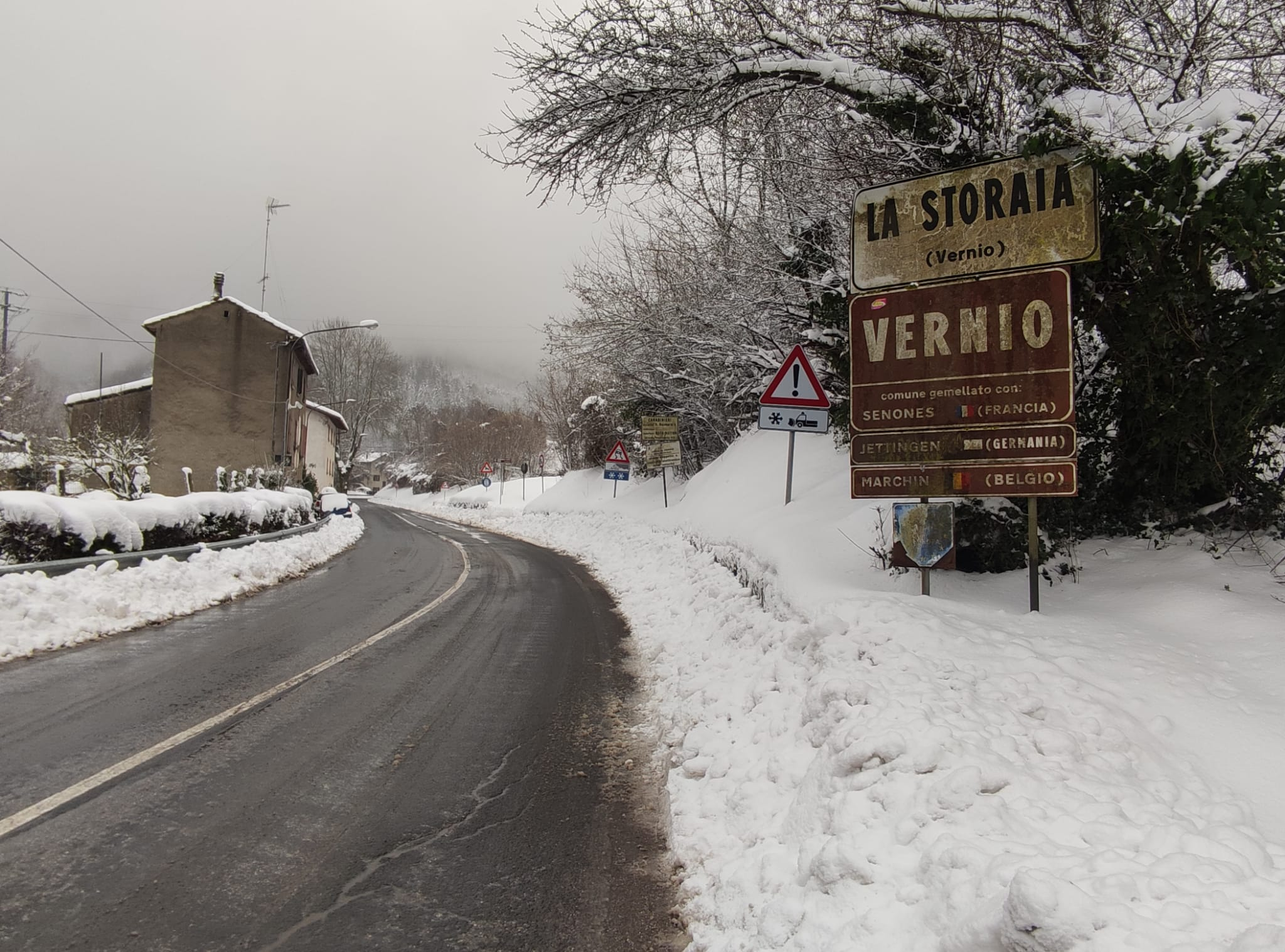
L'inizio del tratto toscano della ex-strada statale 325, in località La Storaia (Vernio), a circa 700 metri di altitudine, nel gennaio 2023.